# Dischidesia
Dischidesia is een geslacht van vlinders van de familie spanners (Geometridae), uit de onderfamilie Ennominae.

## Soorten
- D. cinerea Butler, 1889
- D. hypochrysa Wehrli, 1931
- D. kurokoi Inoue, 1963
- D. lilliputata Poujade, 1895
- D. mokanshana Wehrli, 1953